# X86-64

x86-64 er en 64 bit udvidelse af det originale x86 instruktionssæt, der bliver brugt i de mest almindelige processorer fra AMD og Intel.
Instruktionssættet blev oprindeligt udviklet af AMD og blev brugt i deres Athlon 64 processorer. AMD kaldte instruktionssættet for x86-64, men har sidenhen omdøbt det til AMD64.
Intel har sidenhen, under div. forskellige navne (IA-32e, EM64T, Intel 64 m.f.), også understøttelse for x86-64 i deres nyeste processorer.
| Hardware | Spire Denne artikel om computere og anden hardware er en spire som bør udbygges. Du er velkommen til at hjælpe Wikipedia ved at udvide den. |